# Chilmington Green
Chilmington Green est un village du Kent, en Angleterre.